# Mykie
 (janvier 2024).
La mise en forme du texte ne suit pas les recommandations de Wikipédia : il faut le « wikifier ».
Les points d'amélioration suivants sont les cas les plus fréquents. Le détail des points à revoir est peut-être précisé sur la page de discussion.
- Les titres sont pré-formatés par le logiciel. Ils ne sont ni en capitales, ni en gras.
- Le texte ne doit pas être écrit en capitales (les noms de famille non plus), ni en gras, ni en italique, ni en « petit »…
- Le gras n'est utilisé que pour surligner le titre de l'article dans l'introduction, une seule fois.
- L'italique est rarement utilisé : mots en langue étrangère, titres d'œuvres, noms de bateaux, etc.
- Les citations ne sont pas en italique mais en corps de texte normal. Elles sont entourées par des guillemets français : « et ».
- Les listes à puces sont à éviter, des paragraphes rédigés étant largement préférés. Les tableaux sont à réserver à la présentation de données structurées (résultats, etc.).
- Les appels de note de bas de page (petits chiffres en exposant, introduits par l'outil «  Source ») sont à placer entre la fin de phrase et le point final[comme ça].
- Les liens internes (vers d'autres articles de Wikipédia) sont à choisir avec parcimonie. Créez des liens vers des articles approfondissant le sujet. Les termes génériques sans rapport avec le sujet sont à éviter, ainsi que les répétitions de liens vers un même terme.
- Les liens externes sont à placer uniquement dans une section « Liens externes », à la fin de l'article. Ces liens sont à choisir avec parcimonie suivant les règles définies. Si un lien sert de source à l'article, son insertion dans le texte est à faire par les notes de bas de page.
- La présentation des références doit suivre les conventions bibliographiques. Il est recommandé d'utiliser les modèles {{Ouvrage}}, {{Chapitre}}, {{Article}}, {{Lien web}} et/ou {{Bibliographie}}. Le mode d'édition visuel peut mettre en forme automatiquement les références.
- Insérer une infobox (cadre d'informations à droite) n'est pas obligatoire pour parachever la mise en page.

Pour une aide détaillée, merci de consulter Aide:Wikification.
Si vous pensez que ces points ont été résolus, vous pouvez retirer ce bandeau et améliorer la mise en forme d'un autre article.
Mykie, nom de scène de Lauren Mychal, née le 1er octobre 1989, est une maquilleuse et YouTubeuse.
Sur sa chaîne YouTube « Glam&Gore », elle publie des tutoriels de maquillage beauté et effets spéciaux ainsi que des défis, des histoires et des expéditions de chasse aux fantômes. Elle a été nommée Beauty Vlogger de l'année lors de la 4e édition des NYX Cosmetics Face Awards en 2015.

## Biographie

### Enfance et formation
Lauren Mychal, dite « Mykie », est née et a grandi à Philadelphie, en Pennsylvanie. Elle a fait ses débuts dans le maquillage spécial FX en travaillant au sein du casting dans une maison hantée. Elle a déménagé à Los Angeles après avoir obtenu son diplôme d'école de cinéma pour travailler sur des plateaux de tournage.

### Carrière

#### Youtube
Mykie a lancé sa chaîne YouTube Glam&Gore en 2014, mettant en ligne sa première vidéo le 15 avril 2014. Entre deux emplois indépendants, elle a mis en ligne ses maquillages et ses tutoriels de maquillage pour constituer un portfolio, ce qui lui a permis d'élargir son audience, avec 700 000 abonnés au cours de la première année et demi.
L'une de ses vidéos les plus populaires utilisait du maquillage de pharmacie pour se transformer en Carlo le Calamar de Bob l'éponge,. La difficulté de ce défi était de trouver des objets bon marché qui aideraient à obtenir la forme de la tête de Squidward.
À partir de 2018, elle a commencé à réaliser des vidéos dans des lieux connus pour être hantés, soit en se maquillant sur place, soit en partant à la chasse aux fantômes.
D'octobre 2020 à octobre 2022, elle a pris une pause dans la publication de ses vidéos en raison de problèmes de santé.
Elle a collaboré avec de nombreux autres youtubeurs, comme Nikkie de Jager, les Dolan Twins ou Anthony Padilla, qui est également son petit ami.

#### Marketing viral
Avant la sortie du film Suicide Squad, des photographies promotionnelles des personnages ont été publiées et le tatoué Jared Leto dans le rôle du Joker a soulevé des questions quant à l'origine des tatouages. Mykie et Chase Langley ont créé et publié des photographies du personnage d'Harley Quinn tatouant le Joker, Mykie représentant Harley Quinn sur les photographies. Plusieurs médias ont repris la photo, se demandant si la photo était authentique,,. Mykie a révélé plus tard que la photo était un fanart dans la vidéo "Tutoriel de maquillage Harley Quinn du nouveau film Suicide Squad et Joker Fan Art".
En mars 2017, Mykie a réalisé un tutoriel pour un look inspiré du jeu vidéo Death Stranding. Le look était si réaliste que lorsqu'une image du didacticiel a été publiée avant le téléchargement de la vidéo complète, on a cru qu'il s'agissait d'une image divulguée de l'actrice Emma Stone rejoignant le casting entièrement masculin de Death Stranding,. Dans les commentaires du tutoriel, Mykie a répondu aux spéculations sur la photo floue "Nous ne l'avons pas appelé Emma Stone ou une fuite, d'autres l'ont fait et nous n'avons ajouté aucun contexte, mais oui, c'est une photo de ce tournage. ".

#### NYX FACE Awards
Mykie a été nommée Beauty Vlogger de l'année aux NYX FACE Awards 2015, plus de 2 millions de votes ont été exprimés tout au long du concours et 3 000 candidatures originales ont été faites avant que 30 demi-finalistes ne soient sélectionnés. Chacun des demi-finalistes a créé des looks inspirés de trois thèmes de défi et les 6 meilleurs finalistes ont été choisis lors de tours de vote du public.

## Controverses
En juin 2016, l'application de messagerie photo Snapchat semblait copier le travail de plusieurs artistes, y compris un maquillage que Mykie avait créé un an plus tôt, et les utiliser dans les filtres Snapchat sans crédit. À la suite de cela, Mykie est devenu défenseur d'autres artistes faisant face à des problèmes similaires et a tenté de travailler avec Snapchat pour résoudre les problèmes. Snapchat a ajouté des niveaux supplémentaires de révision des conceptions afin d'éviter des situations similaires à l'avenir.
En avril 2017, Mykie a mis en ligne un tutoriel de maquillage intitulé "Tutoriel de maquillage réaccommodé - Inspiré par United Airlines", décrivant comment obtenir un look meurtri et ensanglanté semblable à l'apparence du médecin qui a été traîné hors du vol pendant l'incident du vol United Express 3411. Cela a suscité des réactions négatives sur les réseaux sociaux,. La vidéo, selon Mykie dans une déclaration ultérieure, a été conçue comme une satire contre United Airlines à la suite de l'incident ; selon Cosmopolitan, "Certains utilisateurs de médias sociaux ont eu du mal à juger si la vidéo était ou non une satire."
Le 11 octobre 2020, la YouTubeuse SWOOP (Spankie Valentine) a mis en ligne une vidéo d'une heure intitulée : "Comment Glam&Gore a utilisé la communauté James Charles, Jeffree Star & Black : pourquoi j'en ai fini avec Mykie *receipts". Dans cette vidéo, elle expliquait pourquoi elle n'était plus la meilleure amie de Mykie, citant des raisons telles que des microagressions raciales, un comportement méchant envers les autres YouTubers, l'homophobie et le manque d'empathie de Mykie concernant l'histoire d'idées suicidaires et de dépression de Valentine. Elle a fourni des captures d'écran de leurs conversations textuelles dans lesquelles Mykie affirmait que la seule raison pour laquelle James Charles et Jeffree Star étaient célèbres était leur sexualité. De plus, ces captures d'écran comprenaient des tweets et des messages de Mykie affirmant qu'elle avait été victime de racisme en tant que femme blanche et de cancel culture (car elle a été accusée d'appropriation culturelle à travers son maquillage). Dans cette vidéo, Valentine aborde également d'autres controverses dans lesquelles Mykie a été impliquée, comme la mise en ligne d'un tutoriel de maquillage imitant le visage de Rihanna après avoir été maltraitée par Chris Brown, ce qui l'a rendue mal à l'aise d'être amie avec elle.
Mykie s'est excusée auprès de SWOOP dans un court texte, tout en publiant des excuses sur sa story Instagram (qui a expiré 24 heures après le téléchargement). À la suite de cette controverse, Valentine a reçu de nombreux commentaires racistes l'accusant de participer à la Cancel Culture, et a réalisé une vidéo de réponse aux excuses de Mykie et à ces commentaires intitulée : "Réponse aux excuses et aux commentaires méchants de Glam&Gore et à ce qui se passe ensuite... ".

## Vie privée
En décembre 2019, Mykie a annoncé dans une vidéo intitulée "Taking Off My BOYFRIEND'S ..... Makeup" être en couple avec le youtubeur Anthony Padilla.
Elle a deux chiens, tous deux Alaskan Klee Kai, nommés Ripley et Creature.